# سيث أووسو
سيث أووسو (بالإنجليزية: Seth Owusu)‏ هو لاعب كرة قدم غاني في مركز الدفاع، ولد في 20 سبتمبر 1990 في أكرا في غانا. شارك مع منتخب غانا تحت 17 سنة لكرة القدم ومنتخب غانا تحت 20 سنة لكرة القدم. أما مع النوادي، فقد لعب مع نادي شيفاز يو إس أي ونادي ميدياما ونادي هارتس أوف أوك.